# Enjoy Yourself
Enjoy Yourself  —en español: "Diviertete"— es el segundo álbum de estudio de la cantante australiana Kylie Minogue. Fue lanzado en Reino Unido el 9 de octubre de 1989 por la compañía Pete Waterman Entertainment (PWE) y en Australia el 6 de noviembre de 1989 por Mushroom Records. Chris True de "All Music Guide" describió las canciones del álbum como "cosas pegajosas", y nombró a Enjoy Yourself "un buen compañero de su debut". Arion Berger crítico de la "Rolling Stone" le dio al álbum una de cinco estrellas y lo llamó "inepto".
Enjoy Yourself fue número uno en el Reino Unido y produjo dos sencillos número uno. En enero de 1990 el álbum fue certificado con cuatro discos de platino en el Reino Unido y logró vender más de un millón de copias en las primeras semanas de su salida, alcanzando un total de 6 millones de ventas.

## Canciones
- 1. Hand On Your Heart - 3:16
- 2. Wouldn't Change a Thing - 3:52
- 3. Never Too Late - 3:24
- 4. Nothing To Lose - 3:26
- 5. Tell Tale Signs - 2:30
- 6. My Secret Heart - 2:45
- 7. I'm Over Dreaming (Over You) - 3:30
- 8. Tears On My Pillow - 2:30
- 9. Heaven And Earth - 3:50
- 10. Enjoy Yourself - 3:46

Bonus Track 
- 11. Especially for You (con Jason Donovan)

## Grabación y Recepción
Después del éxito obtenido con su primer álbum Kylie en 1988, Minogue comenzó a grabar su segundo álbum junto a Stock, Aitken y Waterman en "PWL Studios" en Londres, Inglaterra en febrero de 1989. La grabación se llevó a cabo entre abril y julio de 1989, con la versión de "Tears on My Pillow" siendo una de las últimas canciones en grabar después de que Kylie escuchara la versión original en la casa de Pete Waterman.
Enjoy Yourself recibió críticas muy variadas. Chris True, de Allmusic describió las canciones del álbum como "cosas pegajosas", y nombró al álbum "un buen compañero de su debut". Arion Berger crítico de la "Rolling Stone" le dio al álbum una puntuación de una de cinco estrellas y lo llamó "inepto".

## Listas y ventas
Enjoy Yourself debutó en número uno en la lista de álbumes del Reino Unido, y logró el doble platino debido a las preventas superiores a las 600.000 copias. En el Reino Unido el álbum vendió más de un millón de copias en su primera semana. El 1 de enero de 1990 el álbum logró la certificación de cuádruple disco de platino. En Australia el álbum llegó al número nueve y logró el oro por sus ventas.
El álbum alcanzó el número uno en Hong Kong e Irlanda, y estuvo dentro del "Top Ten" en Bélgica, Dinamarca, Grecia y Japón. En Norteamérica, Enjoy Yourself no tuvo una gran promoción y no alcanzó ningún puesto importante dentro de las listas.

## Portada y arte gráfico
En la portada aparece Kylie tras un fondo blanco, vestida con un vistoso sombrero dorado con lentejuelas, un top negro y un chaleco del mismo color y una pulsera dorada, su nombre en azul y el título del disco en fucsia. La contraportada es blanca con las canciones en negro y una silueta de Kylie bailando en fucsia, en la carátula interior frontal se ve a Kylie vestida igual que en la portada pero ahora se con una falda dorada apoyada en la pared, el disco tenía la imagen típica de Mushroom Records en plateado.

## Sencillos
"Hand on Your Heart" fue el primer sencillo de este álbum, ubicándose en el número uno en la lista de sencillos del Reino Unido y número cuatro en la de sencillos de Australia.
El segundo sencillo, "Wouldn't Change a Thing" debutó en el número dos en el Reino Unido y fue acompañado por el primer vídeo de Minogue grabado en ese país.
"Never Too Late", el tercer sencillo, fue originalmente pensado como segundo sencillo para Enjoy Yourself. La canción estuvo ocho veces en el "top 5" de sencillos en el Reino Unido, donde alcanzó el puesto número cuatro y vendió 200.000 copias.
El cuarto sencillo, "Tears On My Pillow" fue grabado mientras Kylie filmaba "The Delinquents", es una versión de la canción de 1958 originalmente grabada por Little Anthony & the Imperials. La canción debutó en el número dos en el Reino Unido y a la siguiente semana logró el número uno. En Suecia, "Tears On My Pillow" fue editado como doble sencillo con "We Know the Meaning of Love".

## Listas de éxitos
| Charts (1989) | Posición |
| ------------- | -------- |
| Australia     | 9        |
| Bélgica       | 3        |
| Dinamarca     | 10       |
| Alemania      | 33       |
| Grecia        | 2        |
| Hong Kong     | 1        |
| Irlanda       | 1        |
| Japón         | 5        |
| Suecia        | 33       |
| Suiza         | 13       |
| Reino Unido   | 1        |
| E.U.A.        | 167      |